# Colchicum fasciculare
Colchicum fasciculare là một loài thực vật có hoa trong họ Colchicaceae. Loài này được (L.) R.Br. miêu tả khoa học đầu tiên năm 1826.